# Abraham Van Helsing

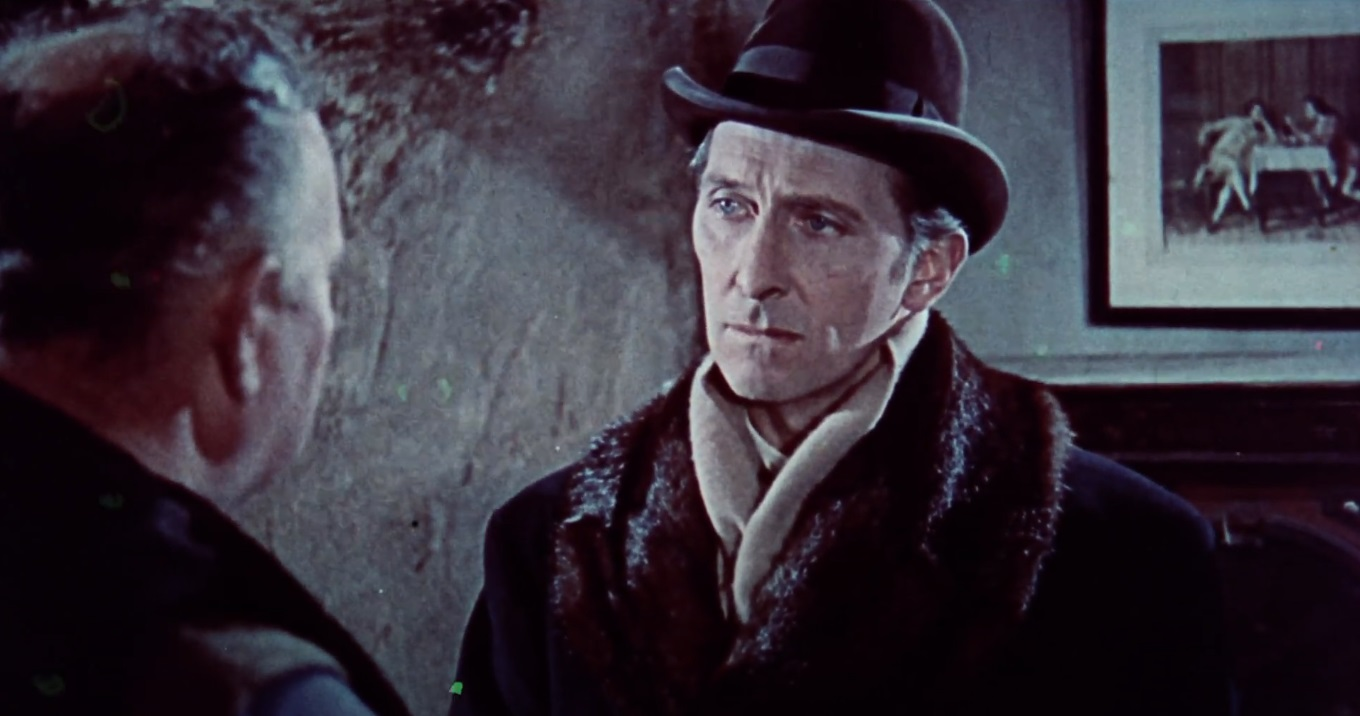
Peter Cushing som Abraham van Helsing i filmen I Draculas klor från 1958.

Professor Abraham Van Helsing är en av hjältarna från Bram Stokers bok Dracula från 1897. Han är expert på vampyrer och är den som jagar greve Dracula.
Van Helsing har gestaltats i nästan lika många filmer som Dracula. Rollen har spelats av bland andra Peter Cushing och Anthony Hopkins. Rollen gav namn åt Draculafilmen Van Helsing från 2004.
I Netflix-serien Van Helsing spelar Kelly Overton en avlägsen släkting till Abraham Van Helsing.

## Personer som har spelat Van Helsing
- John Gottowt (1922)
- Edward Van Sloan (1931)
- Eduardo Arozamena (1931)
- Peter Cushing (1958)
- Bernard Archard (1968)
- Herbert Lom (1970)
- Nigel Davenport (1973)
- Nehemiah Persoff (1973)
- Laurence Olivier (1979)
- Anthony Hopkins (1992)
- Mel Brooks (1995)
- Christopher Plummer (2000)
- Hugh Jackman (2004)
- David Suchet (2006)
- Thomas Kretschmann (2013)